# 依安县
依安县是黑龙江省齐齐哈尔市下辖的一个县。中国航天员刘伯明出生于此。縣人民政府駐永勤路126號。

## 历史
依安一带，原系依克明安旗故地，并以此命名。
1947年至1952年间，曾短暂的更名为泰安县。

## 人口
根据(黑龙江省)2020年齐齐哈尔市第七次全国人口普查主要数据公报显示：全县常住人口為353872人。

## 行政区划
依安县下辖6个镇、9个乡：
依安镇、依龙镇、双阳镇、三兴镇、中心镇、新兴镇、富饶乡、解放乡、阳春乡、新发乡、太东乡、上游乡、红星乡、先锋乡、新屯乡、依安农场和红旗种马场。